# Морозов, Михаил Дмитриевич
Михаил Дмитриевич Морозов (1913—1971) — советский геолог, лауреат Государственной премии СССР 1970 года.
Родился в 1913 году. Член КПСС с 1942 года.
Окончил геофизический факультет Ленинградского горного института (1940). Работал в Казахском геологическом управлении в г. Алма-Ата. Там в 1943 году организовал и возглавил геофизическую группу. На её основе в 1947 году был создан Среднеазиатский геофизический трест, в 1956 году преобразованный в Казахский геофизический трест.
С 1960 года, оставаясь руководителем «Казгеофизтреста», работал в должности начальника отдела министерства геологии и охраны недр Казахской ССР и заместителя министра. С 1967 года — министр геологии.
В начале 1960-х был одним из организаторов Казахского филиала Всесоюзного института разведочной геофизики и кафедры геофизики Алма-Атинского горно-металлургического института.
Принимал непосредственное участие в разведке (в геологически сложных условиях) новых крупных месторождений руд хрома, которые отличаются высоким качеством, а их запасы обеспечивали потребности Советского Союза на 50 лет.
Государственная премия СССР 1970 года (в составе коллектива) — за открытие и разведку в Южно-Кемпирсайском горнорудном районе новых крупных месторождений хромитов и создание уникальной сырьевой базы хромитовых руд в СССР.
Награждён орденом «Знак Почёта» (1963).
Делегат XIII съезда Компартии Казахстана (26-28 февраля 1971 года).
Сочинения:
- Ш. Е. Есенов , М. Д. Морозов. Геотектоническое районирование Казахстана по геофизическим данным.- М. , «Недра» , 1969 , 510 с.